# 车鹿会
车鹿会（?—?），郁久闾氏，木骨闾的儿子，雄健英武，郁久闾氏开始有了部众，自为部帅，自号柔然。但还是役属于拓跋鲜卑，向拓跋鲜卑岁贡马畜、貂豽皮，带领部落冬天在漠南游牧，夏天还居漠北。车鹿会死后，儿子吐奴傀继位。